# Ar (Unix)
El archivador (también conocido simplemente como ar) es una utilidad de Unix que mantiene grupos de ficheros como un único fichero archivo. Generalmente, se usa ar para crear y actualizar ficheros biblioteca que utiliza el editor de enlaces o enlazador; sin embargo, se puede usar para crear archivos con cualquier otro propósito. ar se incluye como una de las GNU Binutils.

## Creación de un archivo
Por ejemplo, para crear un archivo a partir de los ficheros class1.o, class2.o, class3.o, se usaría la siguiente orden:
ar rcs libclass.a class1.o class2.o class3.o
para compilar un programa que depende de class1.o, class2.o, y class3.o uno podría hacer:
cc main.c -L. -lclass
en vez de:
cc main.c class1.o class2.o class3.o
Las opciones -L y -l le dicen al enlazador que busque la biblioteca «libclass.a» en el directorio actual.

## Detalles del formato de fichero
El formato ar nunca ha sido estandarizado, los archivos modernos están basados en un formato común con dos variantes conocidas, BSD y GNU.
Históricamente ha habido otras variantes incluyendo AIX (pequeña), AIX (grande) y Coherent, que variaban significativamente del formato común.
Los archivos deb usan el formato común.
Un fichero ar empieza con una cabecera global, seguida de una cabecera y sección de datos por cada fichero almacenado dentro del fichero ar.
La sección de datos está alineada a 2 bytes, si fuera a terminar en un punto impar se usa un «\n» como relleno.

### Cabecera global
La cabecera global es un único campo que contiene la cadena ASCII mágica «!<arch>» seguida de un único carácter de control LF

### Cabecera de fichero
El formato común es el siguiente.
| Desde posición | Hasta posición | Nombre del campo            | Formato del campo |
| -------------- | -------------- | --------------------------- | ----------------- |
| 0              | 15             | Nombre del fichero          | ASCII             |
| 16             | 27             | Fecha del fichero           | Decimal           |
| 28             | 33             | ID del propietario          | Decimal           |
| 34             | 39             | ID del grupo                | Decimal           |
| 40             | 47             | Modo del fichero            | Octal             |
| 48             | 57             | Tamaño del fichero en bytes | Decimal           |
| 58             | 59             | Cabecera mágica             | '\n               |

Debido a las limitaciones del formato y longitud del nombre del fichero, tanto las versiones GNU como BSD han desarrollado diferentes métodos de conseguir nombres de fichero extendidos.

#### Variante BSD
BSD ar almacena los nombres de fichero extendidos colocando la cadena «#1/» seguida de la longitud del nombre del fichero en el campo del nombre del fichero, y agregando el nombre real del fichero a la cabecera del fichero.

#### Variante GNU
GNU ar almacena varios nombres de fichero extendidos en la sección de datos de un fichero con el nombre «//», este registro es referenciado por futuras cabeceras. Una cabecera referencia un nombre de fichero extendido almacenando una «/» seguida de una posición decimal al principio del nombre del fichero en la sección de datos del nombre del fichero extendido.
GNU ar utiliza una '/' para marcar el final del nombre del fichero, esto permite usar espacios sin usar un nombre de fichero extendido.
GNU ar utiliza el nombre de fichero especial «/ » para marcar que la siguiente entrada de datos contiene tabla de búsqueda de símbolos, que se usa en las bibliotecas ar para acelerar el acceso